# 采尔内茨

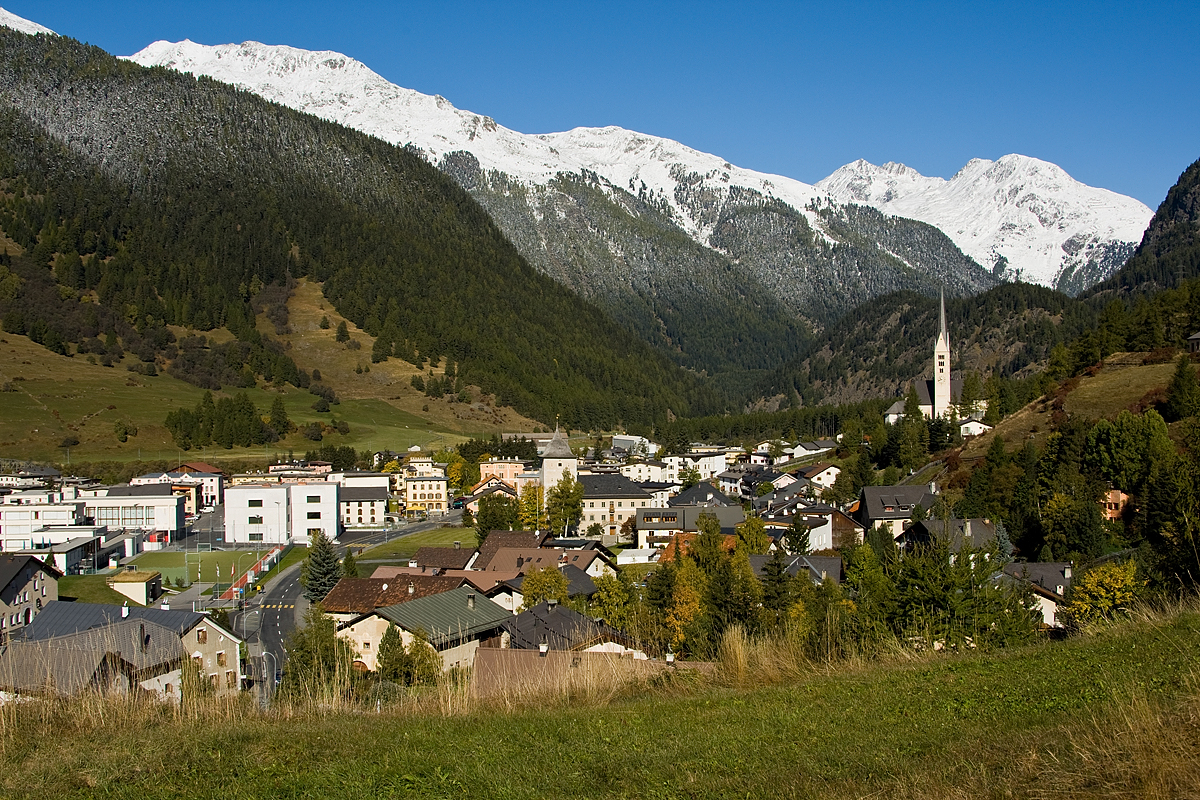

采尔内茨（德語：Zernez）是瑞士的城鎮，位於該國東部，由格勞賓登州負責管轄，面積203.85平方公里，海拔高度1,474米，2011年人口1,149，人口密度每平方公里6人。

## 外部連結
- Official website （页面存档备份，存于） （德文）